# Cerkiew Przenajświętszej Bogarodzicy Maryi w Wieluniu
Cerkiew pw. Przenajświętszej Bogarodzicy Maryi – dawna cerkiew w Wieluniu, obecnie Wieluński Dom Kultury. 

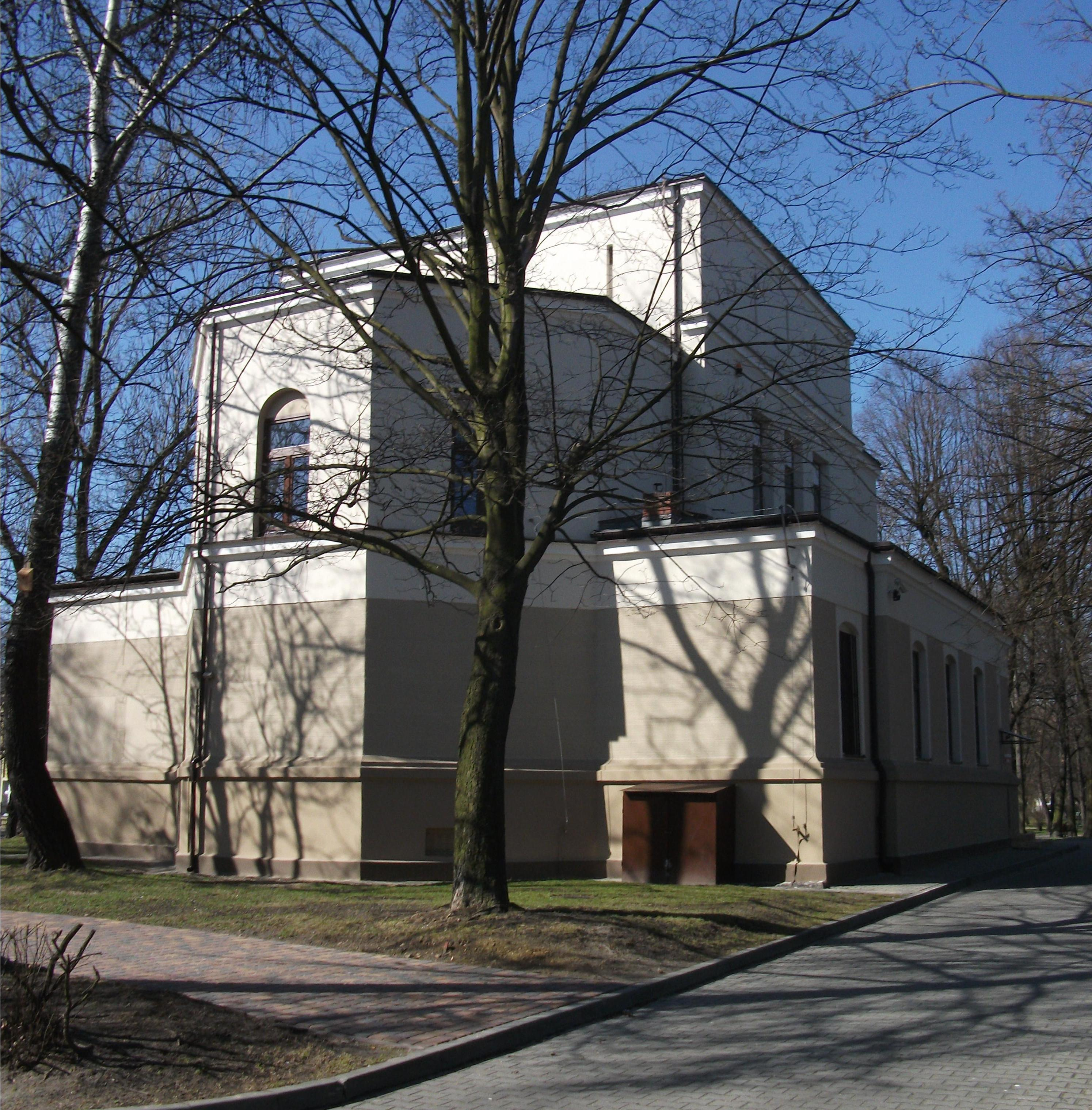
Widok współczesny

Wznoszona w latach 1900–1902, zastąpiła pierwszą wieluńską cerkiew św. Włodzimierza z 1852 (budynek przy ulicy Palestranckiej), która na początku XX w. okazała się za mała. Od momentu wycofania się z Wielunia w 1914 r. wojsk rosyjskich obiekt stał się zbyt duży dla topniejącej społeczności prawosławnej, jednak jeszcze w latach 20. odbywały się tu nabożeństwa. 
W 1934 Sejmik Wieluński odkupił obiekt (jednocześnie przekazując prawosławnym na dom modlitw kamienicę przy ulicy Krakowskie Przedmieście). W trakcie prac adaptacyjnych usunięto liczne kopuły wieńczące nawę, kruchtę i boczne kaplice, a budynek przekształcono w 1935 w Muzeum Ziemi Wieluńskiej. Po wojnie budynek został zajęty przez jeden z wieluńskich domów kultury.